# Котов, Александр Иванович
Алекса́ндр Ива́нович Ко́тов (21 мая 1949, Москва, СССР — 25 октября 2009) — советский футболист, нападающий.

## Карьера
Воспитанник футбольной школы московского «Локомотива». Выступал за дублирующие команды «железнодорожников» и «Динамо» из Москвы. В чемпионате СССР дебютировал 8 июня 1970 года в матче против «Зенита». Выйдя в стартовом составе, Котов открыл счёт на 20-й минуте.
В 1971 году вернулся в «Локомотив», а затем выступал за различные украинские команды. Завершил карьеру в 1976 году в карагандинском «Шахтёре».

## Достижения
«Динамо»
- Обладатель Кубка СССР: 1970

 «Звезда»
- Обладатель Кубка УССР: 1973